# The Girl Hunters
The Girl Hunters is een Britse misdaadfilm uit 1963 onder regie van Roy Rowland. De hoofdrollen worden vertolkt door Mickey Spillane, Shirley Eaton en Lloyd Nolan. De film is gebaseerd op de gelijknamige roman van Mickey Spillane uit 1962. Destijds werd de film in Nederland uitgebracht onder de titel Vrouwenjagers.

## Verhaal
Sinds zijn assistente Velda verdween is privédetective Mike Hammer aan de drank geraakt. Hoewel Hij al zeven jaar geen opdrachten meer heeft aanvaard, vraagt zijn oude politievriend Capt. Pat Chambers hem om hulp bij de ondervraging van de stervende zeeman Richie Cole.
Cole, die alleen met Mike wil praten, werd neergeschoten met hetzelfde wapen dat ook gebruikt werd in de onopgeloste zaak van de vermoorde senator Leo Knapp. Hij vertelt Mike dat de senator vermoord werd door een communistisch spionagenetwerk onder leiding van "The Dragon". Velda, die vroeger in het spionagemilieu actief was, zou nog leven en gevangengenomen zijn door The Dragon.
Mike komt van federaal agent Arthur Rickerby te weten dat Cole een undercoveragent was en daarop besluit hij mee te werken om de moordenaar te klissen. Het onderzoek van Mike leidt hem naar Laura Knapp, de verleidelijke weduwe van de senator. Wanneer er nog een aantal moorden gepleegd worden begint Mike te vermoeden dat Laura betrokken is bij het spionagenetwerk.
Mike slaagt erin om de moordenaar te vinden en te overmeesteren en hij confronteert Laura met zijn vermoedens over haar betrokkenheid. Daarop vuurt ze een een jachtgeweer af waarvan de loop geblokkeerd werd door Mike om haar loyaliteit te testen. Het is niet duidelijk of Velda nog leeft.

## Rolverdeling
| Acteur               | Personage                     |
| -------------------- | ----------------------------- |
| Mickey Spillane      | Mike Hammer                   |
| Shirley Eaton        | Laura Knapp                   |
| Scott Peters         | Police Captain Pat Chambers   |
| Guy Kingsley Poynter | Dr. Larry Snyder              |
| Charles Farrell      | Joe Grissi                    |
| Kim Tracy            | nurse                         |
| Hy Gardner           | himself – the columnist       |
| Lloyd Nolan          | Federal Agent Arthur Rickerby |
| Benny Lee            | Nat Drutman                   |
| Murray Kash          | Richie Cole                   |
| Bill Nagy            | Georgie                       |
| Hal Galili           | a thug with an ice pick       |

## Ontvangst
De pers was destijds weinig lovend over de film. The Monthly Film Bulletin had zijn bedenkingen bij het acteertalent van Mickey Spillane, de auteur van het boek die zelf de hoofdrol vertolkte in de verfilming, en merkte op dat de gemengde Brits-Amerikaanse cast voor een rijke verscheidenheid aan misplaatste accenten zorgde. Variety was iets milder en oordeelde dat regisseur Rowland een degelijke prestatie van de hoofdrolspelers wist te krijgen. De Radio Times Guide to Films schreef dat Spillane meer ego dan acteertalent had in deze typische Amerikaanse B-film die om belastingredenen in het Verenigd Koninkrijk werd gedraaid.